# Composition organique du capital
La composition organique du capital est le rapport entre le capital constant et le capital variable investi dans le circuit du capital comme théorisé par Karl Marx
ou selon les notations de Marx : 
composition organique du capital = C / V
avec :
- C le capital constant (les moyens de production et les matières premières)
- V Le capital variable (les salaires)

Ce rapport a une place majeure dans la dynamique de crise du système capitaliste selon Marx. En effet, la composition organique du capital est croissante dû à une substitution progressive du capital par du travail, et par l'accumulation du capital propre au capitalisme.

## Note
1. ↑  Le Capital Volume I, Section 25